# ノスフェラトゥ (1979年の映画)
『ノスフェラトゥ』（Nosferatu: Phantom der Nacht）は、1979年の西ドイツの映画。スティーヴン・シュナイダーの「死ぬまでに観たい映画1001本」に掲載されている。

## 概要
本作は、1922年にF・W・ムルナウがブラム・ストーカーの『吸血鬼ドラキュラ』を映画化した『吸血鬼ノスフェラトゥ』のリメイクで、19世紀のドイツのヴィスマールとルーマニアのトランシルバニアが主な舞台となっている。脚本・監督はヴェルナー・ヘルツォークが担当し、主人公のドラキュラ伯爵はクラウス・キンスキーが演じた。
批評家や映画好きに温かく受け入れられて商業的にも成功した本作は、ヘルツォークとキンスキーがコンビを組んだ5作品のうち2作目に当たり、同年には同じく2人による『ヴォイツェク』も公開された。
なお、アウグスト・カミニートが1988年に監督した作品に『バンパイア・イン・ベニス』（原題：Nosferatu in Venice）という作品があるが、キンスキーが出演したこと以外に本作との関連はほとんど無い。

## 制作
本作の大まかなストーリーは、ブラム・ストーカーの『吸血鬼ドラキュラ』にのっとっているものの、ヴェルナー・ヘルツォークは本作をF・W・ムルナウの『吸血鬼ノスフェラトゥ』に捧げたリメイクとして監督・製作したため、ストーカーの『吸血鬼ドラキュラ』とは異なる点がいくつか見受けられる。ムルナウは、ストーカーの『吸血鬼ドラキュラ』の映画化の許諾がおりなかったため、妻であるフローレンスが所有するこの小説の知的所有権の侵害を避けるべく、登場人物名などを変更したうえで映画『吸血鬼ノスフェラトゥ』を制作したという経緯がある。それでも訴訟は避けられず、結局は『吸血鬼ノスフェラトゥ』の全プリントが破棄されるに至ったが、破棄を免れたプリントも存在する。フローレンスが亡くなって著作権が切れた後、残ったプリントは保管された。
1960年から1970年代初期にかけ、復元された『吸血鬼ノスフェラトゥ』が上映され、新世代の映画ファンを楽しませた。ヘルツォークは『吸血鬼ノスフェラトゥ』をドイツ史上最高の映画と考えており、クラウス・キンスキーを主役に据えたうえでリメイクしたいと考えるようになった。『吸血鬼ドラキュラ』の著作権が切れ、パブリックドメイン入りした1979年、ヘルツォークは『吸血鬼ノスフェラトゥ』の構想をより膨らませ、『吸血鬼ドラキュラ』のキャラクター名を登場人物名として使った。ただし、本作におけるジョナサン・ハーカーの妻の名前と妻の友人の名前は、入れ替わっていた。

## キャスト
役名、俳優、日本語吹替。
- ドラキュラ伯爵 - クラウス・キンスキー（家弓家正）
- ルーシー・ハーカー - イザベル・アジャーニ（榊原良子）
- ジョナサン・ハーカー - ブルーノ・ガンツ（玄田哲章）
- レンフィールド - ローラン・トポール（西川幾雄）
- ヴァン・ヘルシング教授 - ワルター・ラーデンガスト
- シュレイダー - カールステン・ボディヌス（江原正士）
- ミナ - モルテ・グローマン（深見理佳）
- 医者 - ワルター・ラーデンガスト（北村弘一）
- 関税役人 - クレメンス・シャイツ（稲葉実）
- 御者 - ジョン・レディ（石井敏郎）
- 尼僧 - ビバリー・ウォーカー（後藤真寿美）
- ヴェルデン - ダン・ヴァン・ハッセン
- 港の管理人 - ヤン・グロート（村松康雄）
- 宿主 - （村松康雄）
- 船長 - （立沢雅人）
  - 演出：田島荘三、翻訳：高橋京子、調整：近藤勝之、効果：新音響、制作：コスモプロモーション
- 吹き替え初回放映 - 1987年7月24日 フジテレビ 『金曜洋画劇場[3]』（正味約90分）

## 動物虐待疑惑
オランダの生物行動学者マールテント・ハートは、ヘルツォークから実験用ラットの管理指導として雇われたが、ヘルツォーク側がラットをむごたらしく扱ったのを目の当たりにすると、協力を断った。
輸送状況が悪かったこともあり、ハンガリーから輸入されたラットたちはオランダについた時点で共食いを始めていた。ヘルツォークは輸送されてきた白いラットたちを灰色に染めようと主張した。それを実現させるべくラットたちの入った檻が数秒間熱湯に浸され、その時点で半数が死んでしまったとハートは語っている。ハートが思った通り、生き残ったラットたちが体中を舐めたため、結局は染料が取れてしまった。また、ハートは撮影で使われた羊や馬も同じような扱いを受けたと話すが、詳細については語らなかった。
2010年、ハートは Zomergasten というテレビ番組で、『ノスフェラトゥ』にネズミの専門家として雇われた時のことを語った。番組内でハートは「ペストのシーンの撮影のため12,000匹のラットをハンガリーからオランダに輸入した。輸送に3日かかり、十分な食事や水分が与えられず共食いを引き起こした。いざラットがオランダに届くと、ヘルツォークがネズミを黒く染めろという。黒くするためにラットを熱湯の中に入れ、半数が死んだ。嫌になった私はこの仕事から降りた。」と語り、このやり方は非道だと話した。